# Carlo Aymonino

Wohnanlage Monte Amiata (Gallaratese II) in Mailand

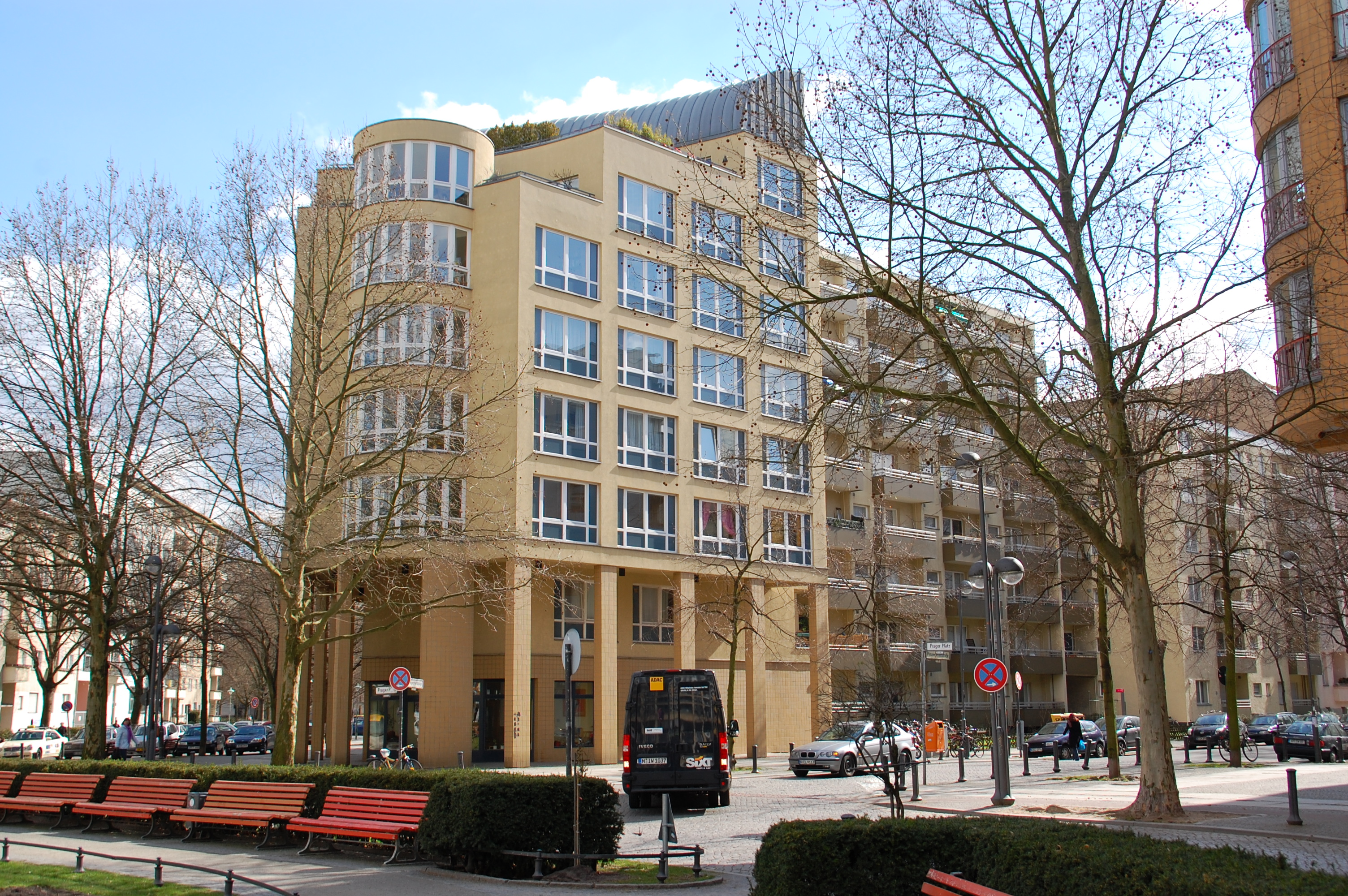
Wohnhaus am Prager Platz in Berlin-Wilmersdorf

Carlo Aymonino (* 18. Juli 1926 in Rom; † 3. Juli 2010 ebenda) war ein italienischer Architekt, Stadtplaner und Architekturtheoretiker. Aymonino gehörte zu den bedeutenden italienischen Nachkriegsarchitekten und Urbanisten. Er gilt als Vertreter der rationalen Architektur in Italien.

## Leben und Werk
Carlo Aymonino studierte an der Universität Rom. Seit 1951 hatte er ein eigenes Büro in Rom, daneben übte er von 1951 bis 1963 eine Lehrtätigkeit für Architektur an der Universität Rom aus. 1963 wurde er Dozent, 1968 Professor und 1974 Dekan der Architekturhochschule IUAV in Venedig. Seit 1980 war er Architekturberater der Stadt Rom. Er entwarf u. a. das Wohnquartier in Gallaratese in Mailand sowie die Hochschule in Pesaro.
Im Rahmen der Internationalen Bauausstellung 1987 (IBA '87) in Berlin plante Aymonino ein Wohnhaus am Prager Platz in Berlin-Wilmersdorf. Bereits in der Vorbereitungsphase der IBA hatte sich Aymonino 1977 an einem städtebaulichen Gutachterverfahren zur Neugestaltung des Prager Platzes beteiligt, gemeinsam Gottfried Böhm und Rob Krier. In den 1980er Jahren wurde dann Aymoninos Entwurf für das Gebäude Prager Platz 5/Prinzregentenstraße 97 ausgeführt. Die Datierung von Aymoninos Beteiligung ist schwierig, da in der Literatur meist nur Aymoninos städtebauliche Skizze von 1977 erwähnt wird. Das Wohnhaus selbst muss aber später, in den 1980er Jahren ausgeführt worden sein. Josef Paul Kleihues beschrieb 1984 den Zustand des Prager Platzes folgendermaßen: „Die Projekte von Rob Krier, Carlo Aymonino und die größere Randbebauung von G. Böhm werden hoffentlich recht bald das vorgezeichnete Bild vervollständigen.“
Aymonino bekannte sich zeitlebens zum Kommunismus.